# يورغ شتاينباخ
يورغ شتاينباخ (بالألمانية: Jörg Steinbach)‏ (و. 1956  م) هو أستاذ جامعي، ومهندس كيميائي ألماني، ولد في برلين، هو عضوٌ الحزب الديمقراطي الاجتماعي الألماني.

## التعليم
تعلم في جامعة برلين للتكنولوجيا
.